# Cubachelifer strator
Genre
Espèce
Cubachelifer strator, unique représentant du genre Cubachelifer, est une espèce de pseudoscorpions de la famille des Cheliferidae.

## Distribution
Cette espèce est endémique des Antilles. Elle se rencontre à Cuba et en République dominicaine.

## Description
Les mâles mesurent de 2,75 à 3,5 mm.

## Publication originale
- Hoff, 1946 : New pseudoscorpions, chiefly neotropical, of the suborder Monosphyronida. American Museum Novitates, no 1318, p. 1-32 (texte intégral).